# Jakovljev Jak-100
Jakovljev Jak-100 (sprva Jak-22) je bil enomotorni batnognani transportni helikopter, ki so ga razvijali v Sovjetski zvezi v 1940-ih. Bil je drugi helikopter biroja Jakovljev. Jak-22 je bil razvit kot konkurent Milu Mi-1, vendar je bil Mi-1 že pripravljen za serijsko proizvodnjo, ko so Jaka-100 še testirali. Kasneje so Jaka-100 preklicali, po samo dveh zgrajenih prototipih.

## Specifikacije
Splošne karakteristike
- Posadka: 2/3
- Dolžina: 13,91 m (45 ft 7 in)
- Premer rotorja: 14,5 m (47 ft 6 in)
- Višina:  ()
- Teža praznega letala: 1805 kg (3979 lb)
- Maks. vzletna teža: 2180 kg (4806 lb)
- Pogon letala: 1 ×  Ivčenko AI-26GRFL zvezdasti motor, 313 kW (420 KM)

 Zmogljivost 
- Maks. hitrost: 170 km/h (106 mph)
- Doseg: 325 km (202 milj)
- Višina leta: 5250 m (17224 ft)